# اشلی ویتنی
اشلی ویتنی (به انگلیسی: Ashley Whitney) (زادهٔ ۲۱ اوت ۱۹۷۹) شناگر اهل ایالات متحده آمریکا است.